# Naem
Naem (em tailandês:  แหนม, também conhecido como nham, naem moo, naem maw, e chin som) é uma salsicha de porco da cozinha Tailandesa. É um alimento fermentado que tem um sabor azedo. Ela normalmente tem uma vida útil curta, e e é consumida crua e pura após o processo de fermentação. Ele é uma comida popular na Tailândia, e em diferentes regiões do país existem variações de sabor, do azedo e picante. Naem é usada como ingrediente em diversos pratos e também é servida como um acompanhamento.

## Características
Naem uma linguiça de porco semi-seca láctico-fermentada, preparada com carne de porco crua picada e pele de porco, quantidades significativas de arroz pegajoso cozido, pimentas chilii, alho, açúcar, sal e nitrato de potássio.  Carne bovina moída às vezes é utilizada em sua preparação. Após a preparação da mistura, ela é embrulhada em folhas de bananeira, pele de salsicha sintética ou sacolas plásticas tubulares, e deixada para fermentar por três a cinco dias.Naem tem um sabor azedo por conta da fermentação, processo no qual ácido lático e leveduras crescem dentro da salsicha. As bactérias de ácido lático e leveduras se expandem se alimentando do arroz e do açúcar, e o uso de sal impede que a carne apodreça.
Naem normalmente não pode ser conservado por muito tempo, mas este pode ser estendido por meio de refrigeração. A salsicha pode ser demorada e trabalhosa de ser preparada. Na Tailândia, o alimento é geralmente armazenado em temperatura ambiente, o que lhe confere uma vida útil de cerca de uma semana. Ele também é produzido em áreas do Sudeste da Ásia adjacentes à Tailândia.
Naem é, muitas vezes, são consumidas cruas, e muitas vezes acompanhada por chalotas, gengibre, pimenta olho-de-pássaro e cebolinhas. A linguiça é usada como ingrediente em diversos pratos. O cozimento da naem altera significativamente o seu sabor.

## Uso em pratos
Pratos preparados com naem incluem naem frita com ovos, e arroz frito com naem. Naem phat wun sen sai khai é um prato preparado com naem, um tipo de macarrão fino tailandês e ovos, entre outros ingredientes, como pimentas vermelhas e cebolinha. Naem khao é uma salada prato da culinária do Laos preparadas utilizando a linguiça fermentada, arroz, coco, amendoim, hortelã, coentro, molho de peixe e suco de limão. Naem e arroz são colocados em formato de bolas, fritos e depois servidos esfacelados, em cima de vários ingredientes.

## Microbiologia
Já houve casos de naem contaminada com parasitas como Taenia solium, Trichinella spiralis, e bactérias enteropatogênicas, como bactérias coliformes e Salmonela. Demonstrou-se que o crescimento da Salmonella é inibido pela formação de ácido láctico durante o processo de fermentação. Foi demonstrado  que o uso de cultura-mãe de Lactobacillus curvatus previne o crescimento de bactérias patogênicas no naem. Naem, às vezes, é irradiada.